# Steganacarus werneri
Steganacarus werneri är en kvalsterart som beskrevs av Sandór Mahunka 1993. Steganacarus werneri ingår i släktet Steganacarus och familjen Phthiracaridae. Inga underarter finns listade i Catalogue of Life.